# 예산휴게소

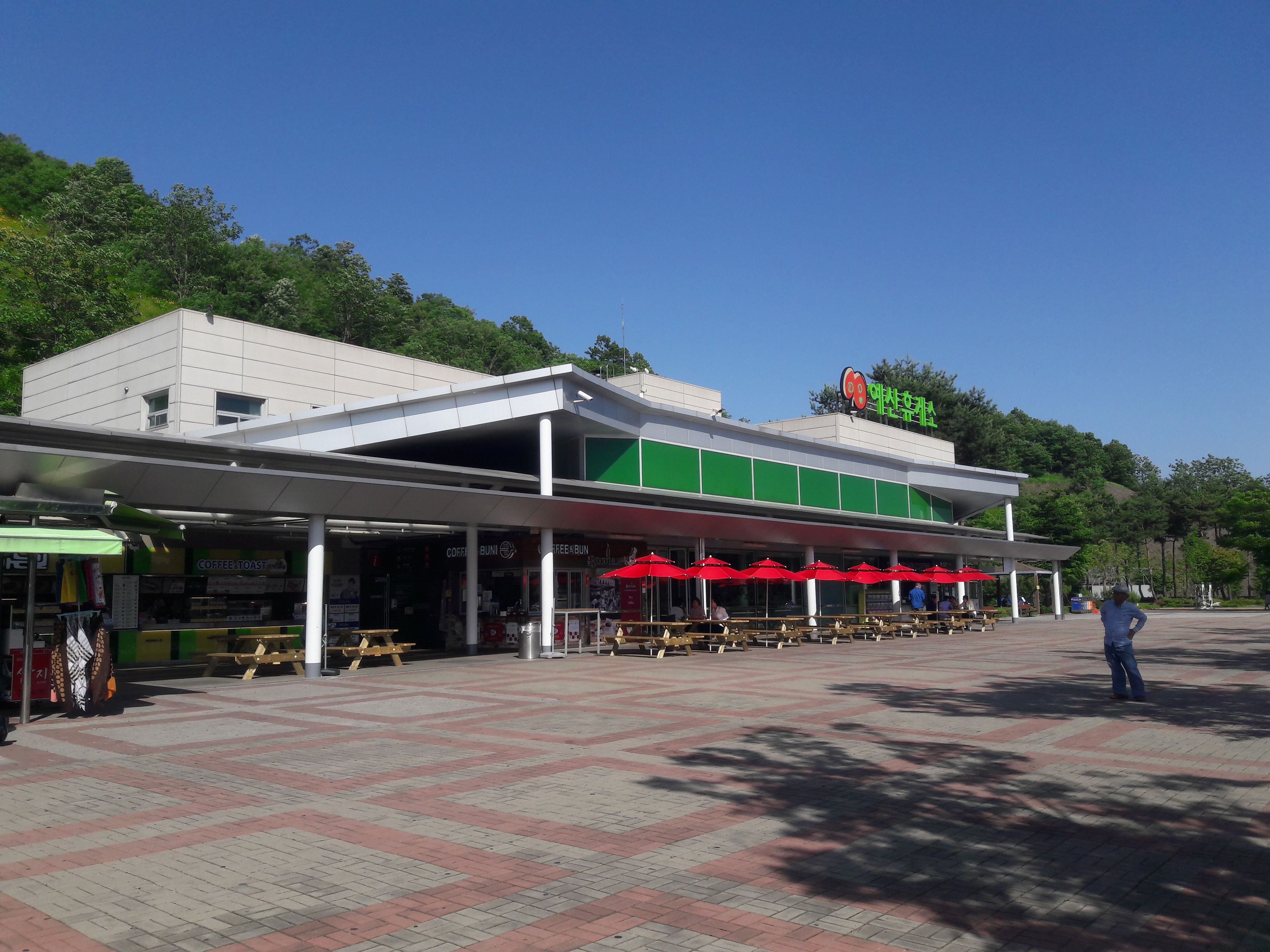
당진방향

예산휴게소(禮山休憩所, Yesan Service Area)는 충청남도 예산군 신양면에 위치한 서산영덕고속도로의 휴게소이다. 양방향 모두 휴게소가 존재한다.

## 시설
- 화장실
- 주유소
- 식당
- 매점
- 주차장
- 현금 자동 입출금기

## 전후
- 예산 분기점→예산휴게소→신양 나들목
- 면천휴게소→예산휴게소→신풍휴게소